# Stadion Sportowy im. Bronisława Bagińskiego w Barlinku
 Stadion Sportowy im. Bronisława Bagińskiego w Barlinku – stadion piłkarsko-lekkoatletyczny znajdujący się w Barlinku. Na tym obiekcie rozgrywają mecze piłkarze Pogoni Barlinek. Stadion nosi imię Bronisława Bagińskiego – m.in. wieloletniego prezesa Pogoni Barlinek (wtedy pod nazwą ZKS „Stoczniowiec”), dyrektora Zakładów Urządzeń Okrętowych „Bomet”, czy też inicjatora budowy stadionu.

## Położenie
Stadion położony jest przy ulicy Sportowej w Barlinku, nad Jeziorem Barlineckim, w południowo-wschodniej części miasta. Obiekt od północy i zachodu okala Jezioro Barlineckie, od wschodu osiedle domków jednorodzinnych wraz z lasem i Górą Wisielców, a od południa plaża miejska. Nieopodal stadionu, od strony północno-wschodniej, przebiega ulica Strzelecka, która stanowi część drogi wojewódzkiej nr 156.

## Historia
Przed II wojną światową w miejscu stadionu znajdował się plac sportowy. Obiekt powstał po wojnie i od początku służył piłkarzom Pogoni Barlinek. W latach 1961–1963 pracownicy Zakładów Urządzeń Okrętowych „Bomet” w Barlinku zbudowali w czynie społecznym zaplecze stadionu. W latach 1968–1970 obiekt został przebudowany, a w latach 1977–1979 rozbudowano jego zaplecze. W latach 2010–2011 stadion przeszedł kolejną przebudowę, w wyniku której zbudowano nową trybunę główną z 960 krzesełkami i częściowym zadaszeniem, oraz położono tartanową, czterotorową (sześć na prostej) bieżnię i nową murawę boiska. W latach 2018–2023 wybudowano nowy budynek klubowy wraz z zapleczem.
W 1979 roku rozegrano tutaj finał Pucharu Polski na szczeblu województwa gorzowskiego.
18 listopada 1979 roku odbył się tu mecz juniorskich reprezentacji Polski i NRD U-18, który wygrali gospodarze 3:0. Ponownie na barlineckim stadionie juniorskie reprezentacje Polski i NRD, tym razem do lat 21, spotkały się 27 marca 1985 roku. Padł remis, a mecz przyciągnął 4000 widzów.
W lipcu 1980 r. stał się on jedną z aren piłkarskiego turnieju czterech państw juniorów do 18 lat, organizowanego na terenie ówczesnego województwa gorzowskiego. W ramach turnieju 18 lipca 1980 roku na barlineckim stadionie rozegrano mecz pomiędzy Norwegią a Danią, który wygrała reprezentacja Norwegii 3:2. Spotkanie przyciągnęło 1500 widzów.
15 sierpnia 2007 roku na stadionie odbył się mecz 3 kolejki IV ligi zachodniopomorskiej Pogoń Barlinek – Pogoń Szczecin, który zgromadził 2000 kibiców.

## Mecze reprezentacji Polski
| Rodzaj spotkania | Data spotkania       | Rywal Polski | Frekwencja | Wynik meczu | Strzelcy bramek dla Polski                                             |
| ---------------- | -------------------- | ------------ | ---------- | ----------- | ---------------------------------------------------------------------- |
| MT U-18          | 18 listopada 1979    | NRD          | b.d.       | 3:0 (2:0)   | Brela, Piotrowski, Klimek                                              |
| MT U-21          | 27 marca 1985        | NRD          | 4000       | 1:1 (0:0)   | Kruszankin                                                             |
| MT U-16 Future   | 29 października 2023 | Szwecja      | 1000       | 4:0 (2:0)   | Krystian Rostek, Adrian Socha, Cezary Kuprianowicz, Kajetan Brzeziński |

## Mecze międzypaństwowe
| Rodzaj spotkania             | Data spotkania | Rywal Polski    | Frekwencja | Wynik meczu |
| ---------------------------- | -------------- | --------------- | ---------- | ----------- |
| Turniej czterech państw U-18 | 18 lipca 1980  | Norwegia– Dania | 1500       | 3:2 (1:1)   |